# D River
Der D River ist ein Fluss bei Lincoln City im Lincoln County im US-Bundesstaat Oregon. Er ist der Abfluss des Devils Lake zum Pazifischen Ozean und wird wegen seiner Länge von nur 37 Metern als kürzester Fluss der Welt bezeichnet.

## Geographie
Der Devils Lake ist ein 277 ha großer, aber nur durchschnittlich 2,6 m tiefer Süßwassersee, der von mehreren Bächen gespeist wird. Der D River als sein Abfluss fließt unter einer Betonbrücke des U.S. Highway 101 hindurch und mündet nach 37 m im Pazifik. Selbst im Frühjahr ist der Fluss nicht breiter als neun und tiefer als einen Meter.
Am südlichen Ufer befindet sich die 1969 vom Staat erworbene D River State Recreation Site. Der kleine, nur 1,6 ha große State Park besteht aus einem sandigen Strandabschnitt und ist oft sehr belebt. Besucher lassen Drachen steigen oder gehen anderen Freizeitbeschäftigungen am Strand nach. Der Besuch des Parks ist gebührenfrei, der Park verfügt über einen Parkplatz, Sanitäranlagen und einen Picknickbereich. Im Frühjahr und im Herbst ist der Park Schauplatz von Drachenfestivals, weshalb Lincoln City sich als Kite Capital of the World bezeichnet.

## Geschichte
Bis in die 1930er Jahre war der Fluss unter verschiedenen Namen wie The Mouth of Devils Lake, The Channel to Devils Lake, Devils Creek oder einfach nur The Outlet bekannt, bis 1940 die Delake Chamber of Commerce einen US-weiten Wettbewerb für den kürzesten Namen für den kürzesten Fluss der Welt auslobte. Gewonnen hat der Name D, eine knappe Bezeichnung, die von Mrs. Johanna Beard aus Albany vorgeschlagen wurde. Dieser Name wurde vom U.S. Geographic Board of Names als offizieller Name akzeptiert.
Das Geodetic-Geographic Board in Washington D.C., bestätigte, dass der D River mit einer damaligen Länge von 134 m bei Ebbe der kürzeste Fluss der Welt sei. Der D River wurde ins Guinness-Buch der Rekorde  aufgenommen, das Oregon Department of Transportation stellte am Ufer Hinweisschilder auf den weltweit kürzesten Fluss auf. Der Titel war allerdings nie unumstritten. Abhängig von den Gezeiten ist er zwischen 62 und 18 m lang, seine durchschnittliche Länge beträgt 37 m. Seit 1987 erhebt auch der Roe River in Montana den Anspruch, der kürzeste Fluss der Welt zu sein. Das Guinness-Buch der Rekorde erlaubte als Kompromiss, dass beide Flüsse den Titel „kürzester Fluss der Welt“ führen dürfen. Inzwischen jedoch wird die Kategorie „kürzester Fluss der Welt“ im Guinness-Buch der Rekorde nicht mehr aufgeführt.